# Joy Stubbe
Joy Stubbe (Gouda, 27 juli 1997) is een Nederlands voormalig beachvolleyballer. Ze werd tweemaal Nederlands kampioen.

## Carrière
Stubbe nam in 2012 met Marloes Hesselink deel aan de Europese kampioenschappen onder 18 in Brno en de wereldkampioenschappen onder 19 in Larnaca. Het duo behaalde respectievelijk een zeventiende en negentiende plaats. Een jaar later werden ze bij de WK onder 19 in Porto zeventiende en bij de EK onder 20 in Vilnius negende. Met Lauri Luijken deed Stubbe verder mee aan de EK onder 22 in Varna en met Julia Wouters werd ze vierde bij de EK onder 18 in Maladzetsjna. In 2014 eindigde ze met Wouters als negende bij de WK onder 19.  Met de Britt de Haan en Ana Rekar werd Stubbe negende bij respectievelijk de EK onder 18 in Kristiansand en de EK onder 20 in Cesenatico. Het seizoen daarop was ze in de nationale competitie actief met Luijken en won ze met Nika Daalderop in Larnaca de Europese titel onder 20.
In 2016 prolongeerden Stubbe en Daalderop in Antalya hun Europese titel onder 20. Bij de WK onder 21 in Luzern bereikten ze de kwartfinale. Daarnaast debuteerde het duo in Gstaad in de FIVB World Tour en won het in Scheveningen de nationale titel ten koste van Rimke Braakman en Jolien Sinnema. Aan het eind van het seizoen vormde Stubbe een team met Sinnema met wie ze het jaar daarop aan acht toernooien in de World Tour deelnam. Ze behaalden een vijfde plaats in Xiamen. Bij de EK in Jūrmala werden ze in de achtste finale uitgeschakeld door het Duitse duo Laura Ludwig en Kira Walkenhorst. Daarnaast won het duo de zilveren medaille bij de NK nadat ze de finale van Madelein Meppelink en Sophie van Gestel hadden verloren. Met Katja Stam eindigde Stubbe daarnaast als zeventiende bij de WK onder 21 in Nanjing.
Eind 2017 won Stubbe met Meppelink het FIVB-toernooi in Aalsmeer en sinds 2018 vormde ze twee jaar een team met Marleen van Iersel. Het duo speelde in het eerste seizoen tien toernooien in de World Tour en behaalde daarbij zes toptienklasseringen. In Luzern eindigden ze als derde en in Xiamen en Ostrava werden ze vierde. Bij de EK in eigen land werd het duo in de achtste finale uitgeschakeld door het Duitse tweetal Chantal Laboureur en Julia Sude. Verder wonnen Stubbe en van Iersel de Nederlandse titel door Sinnema en Laura Bloem in de finale te verslaan. Het seizoen daarop namen ze in aanloop naar de WK in Hamburg aan zeven FIVB-toernooien deel met een vierde plaats in Itapema als beste resultaat. In Hamburg bereikte het duo de achtste finale waar het werd uitgeschakeld door het Amerikaanse tweetal Sara Hughes en Summer Ross. Na afloop speelde het tweetal vier reguliere wedstrijden in de World Tour met een negende plaats in Wenen als beste resultaat. Bij de EK in Moskou eindigden ze als vijfde nadat ze de kwartfinale van het Poolse duo Kinga Kołosińska en Katarzyna Kociołek verloren hadden. In Scheveningen werden Stubbe en van Iersel tweede bij de NK achter Emma Piersma en Pleun Ypma. Ze sloten het seizoen af met een zeventiende plaats bij de World Tour Finals in Rome. 

## Palmares
Kampioenschappen
- 2015:  EK U20
- 2016:  EK U20
- 2016:  NK
- 2017:  NK
- 2018:  NK
- 2019: 9e WK

FIVB World Tour
- 2017:  1* Aalsmeer